# Saimaa
O Saimaa é o maior lago da Finlândia e o quinto maior na Europa, com uma área de 4 380 km². 
Está situado na parte sudeste do país. Cidades notáveis nas beiras de Saimaa são Lappeenranta, Imatra, Savonlinna e Mikkeli. O lago desagua principalmente no rio Vuoksi que flui para o lago Ladoga, completamente situado na Rússia.
O Canal de Saimaa conecta o lago com o Golfo da Finlândia, passando de Lappeenranta a Vyborg.